# Гелике (спутник)
Гелике (от др.-греч. Ἑλίκη) — спутник Юпитера, известный также как Юпитер XLV.

## Открытие
Был обнаружен 6 февраля 2003 года группой астрономов из Гавайского университета под руководством Скотта Шеппарда и получил временное обозначение S/2003 J 6. 30 марта 2003 года спутник получил официальное название Гелике, имя одной из муз.

## Орбита
Гелике совершает полный оборот вокруг Юпитера на расстоянии в среднем 21 263 000 км. за 634 дня и 19 часов. Орбита имеет эксцентриситет 0,156. Наклон ретроградной орбиты 154,8°. Принадлежит к группе Ананке.

## Физические характеристики
Диаметр Гелике составляет около 4 км. Плотность оценивается 2,6 г/см³. Спутник состоит предположительно из преимущественно силикатных пород. Очень тёмная поверхность имеет альбедо 0,04. Звёздная величина равна 22,6m.